# ほかり公園
ほかり公園（ほかりこうえん）は、北海道標津郡中標津町にある私設公園である。

## 概要
北海道東端の根室海峡に近い、海に面しない街・中標津町にある私設の公園で、保苅という人が所有していたので保苅公園と呼ばれていた。幼稚園児の遠足の場所として利用されたり、人々の憩いの場所となっていた公園も持ち主が亡くなり、荒れてしまった。それを親族が引き継ぎ手入れをし整備。2013年に、公園の中に喫茶店「軽食喫茶ほかりこうえん」を開設し、いまではほかり公園という呼称が定着している。

## 施設
- 軽食喫茶ほかりこうえん（北緯43度34分11.88秒 東経144度59分22.06秒 / 北緯43.5699667度 東経144.9894611度）
- 池
- グラウンド
- 駐車場

## 所在地
- 086-1083 北海道標津郡中標津町東中2-8

## アクセス
- 中標津空港より車で10分

## 公園周辺
- トラットリアナッカリーノ（イタリア料理店）
- ペンション フォルメン
- 中標津保養所温泉旅館
- 知床ゴルフクラブなかしべつコース